# Kreisgericht Schwedt

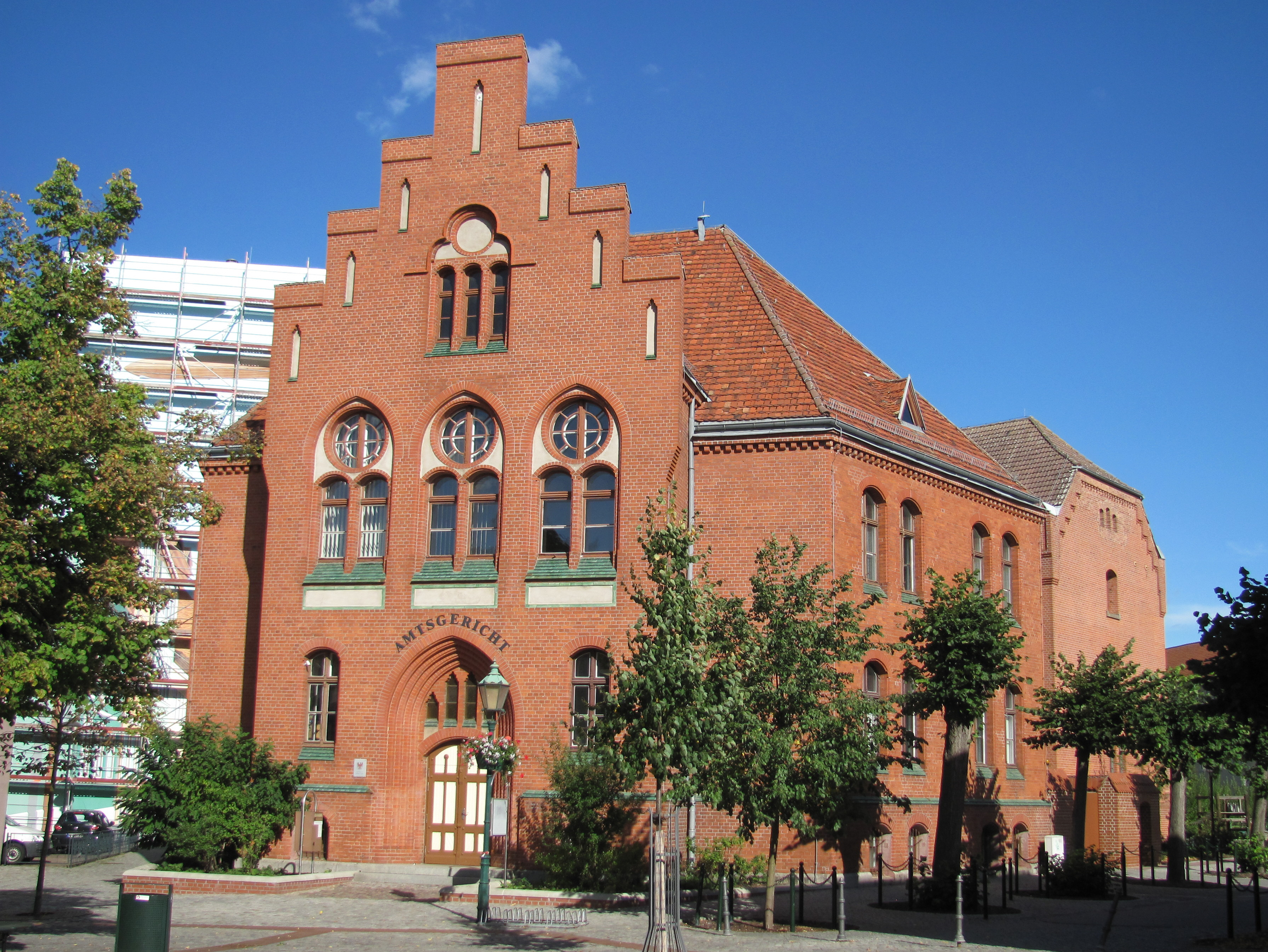
Gerichtsgebäude (2012)

Das Kreisgericht Schwedt war ein Kreisgericht der DDR mit Sitz in Schwedt/Oder.

## Geschichte
1849 wurden in Preußen einheitlich Kreisgerichte eingerichtet. Das Kreisgericht für dem Landkreis Angermünde wurde am 1. April 1849 zunächst in Schwedt eingerichtet, bereits zum 1. Januar 1850 aber als Kreisgericht Angermünde nach Angermünde verlegt. In Schwedt verblieb eine Gerichtsdeputation, die 1879 in das Amtsgericht Schwedt/Oder umgewandelt wurde. In der DDR wurden 1952 die Amtsgerichte und damit auch das Amtsgericht Schwedt aufgehoben und Kreisgerichte, darunter das Kreisgericht Angermünde im Sprengel des Bezirksgerichts Frankfurt (Oder) für den Kreis Angermünde gebildet. In Schwedt bestand nun kein Gericht mehr. Am 17. September 1961 wurde Schwedt aus dem Kreis Angermünde ausgegliedert und bildete bis 1993 einen eigenen Stadtkreis. Damit entstand zum 15. Oktober 1961 ein eigenes Kreisgericht Schwedt.
Das Brandenburgische Gerichtsneuordnungsgesetz (BbgGerNeuOG) verkündet als Artikel 1 des Gesetzes zur Neuordnung der ordentlichen Gerichtsbarkeit und zur Ausführung des Gerichtsverfassungsgesetzes im Land Brandenburg vom 14. Juni 1993 verfügte zum 1. Dezember 1993 die Fortführung der bestehenden Kreisgerichte als Amtsgerichte. Damit entstand das Amtsgericht Schwedt anstelle des Kreisgerichts Schwedt neu und war dem Landgericht Frankfurt (Oder) zugeordnet.